# 쿠르샤브강
쿠르샤브강(키르기스어: Куршаб)은 키르기스스탄 남서부에 위치한 강이다. 카라다리야강에서 흘러들어간 안디잔 저수지에서 발원하여 알라이산맥의 북쪽 경사면에서 형성된다. 강의 길이는 157km, 유역 면적은 3,750km이고 평균 유량은 초당 24.6입방미터이다.
강은 눈(23%)과 얼음(11%)과 샘(66%)의 혼합된 원천을 통해 흘러간다. 6월 최대 유량은 초당 58.6입방미터, 2월 최소 유량은 초당 10.9입방미터로 기록되었다. 그 강은 관개용수로 사용된다. 쿠르샤브 강 주변에는 굴차를 비롯한 여러 마을이 있다.